# Edwin Doraisamy
Edwin Jeyaceilan Doraisamy (ur. 20 maja 1923, zm. 2 stycznia 1959 w Singapurze) – singapurski hokeista na trawie, olimpijczyk. Był również krykiecistą.

## Życiorys
Syn Michaela Roberta (zm. 1933), pastora i nauczyciela. Uczęszczał do Anglo-Chinese School w Singapurze, w 1939 roku był najlepszym lekkoatletą w tej szkole (ponadto grał dobrze w krykieta i hokeja). Po jej ukończeniu uczył się w Raffles College, w której był najlepszym lekkoatletą w 1941 roku. 
Pod koniec lat 40. grał jako kapitan w klubie Ceylon Sports Club, występował w nim też jako krykiecista.
Edwin był też nauczycielem, uczył w Victoria School w latach 1948-1955, potem był dyrektorem Queenstown Secondary Technical School od 1956 do śmierci.
Uczestnik Letnich Igrzysk Olimpijskich 1956. Reprezentował Singapur we wszystkich meczach oprócz spotkania z Nową Zelandią (dwa spotkania zakończyły się zwycięstwem Singapurczyków). Doraisamy nie strzelił jednak żadnej z bramek. Jego reprezentacja zajęła finalnie ósme miejsce w stawce 12 zespołów. 
Był żonaty z nauczycielką Harriet Vairakiam, z którą miał trójkę dzieci. Zmarł na początku 1959 roku w wyniku choroby gruczołowej, którą stwierdzono u niego w 1957 roku. Dwukrotnie operowano go w Anglii (czerwiec 1957 i czerwiec 1958).